# ウラジーミル・チューロフ
ウラジーミル・エフゲニエヴィチ・チューロフ（ロシア語: Владимир Евгеньевич Чуров, ラテン文字転写の例：英語: Vladimir Yevgenyevich Churov, 1953年3月17日 - 2023年3月22日）は、ロシアの政治家。元ロシア中央選挙管理委員会委員長。元国家院議員。

## 経歴・概要
1953年3月17日、レニングラード（現在のサンクトペテルブルク）に生まれる。
1977年レニングラード大学（現在のサンクトペテルブルク大学）物理学部を卒業する。
1992年から2003年まで、サンクトペテルブルク市対外関係委員会で勤務する。この対外関係委員会の議長を務めていたのがウラジーミル・プーチンであり、彼の下で1995年から2003年まで副議長の職にあった。レニングラードとロシア連邦共和国の人民代議員を務めたマリーナ・サリエによるとチューロフは、KGB（ソ連国家保安委員会）で勤務していたという。
2003年12月から2007年3月まで国家院議員を務めた。院内ではロシア自由民主党会派に所属した。 
2007年1月30日、選挙法改正により法学位を持たない人間でも中央選挙委員に選出されることが可能となり、チューロフは中央選挙管理委員に選出された。
2011年ロシア下院選挙では、下院選挙で不正が行われたとしておよそ8千人が参加する反政府抗議デモがモスクワで発生し、ウラジーミル・プーチン首相とロシア連邦政府を糾弾した。チューロフは中央選管委員長として選挙結果は不正はないという見解を表明した。2011年ロシア反政府運動では、選挙結果の見直しや不正疑惑の解明、更にプーチン、メドヴェージェフの退陣などが要求されたが、チューロフの中央選管委員長からの解任も要求された。
2011年12月23日、大統領直属人権評議会は、下院選挙の不正疑惑を討議し、チューロフに中央選挙管理委員長を辞任するように勧告した。

### 晩年
死去する1週間前に大規模な脳卒中が見つかり、手術がすぐに3月22日に行われたが心臓発作を起こし死去した。5日前に70歳の誕生日を迎えたばかりであった。

## 関連事項
- 2011年ロシア下院選挙
- 2011年ロシア反政府運動